# 베이거스 (드라마)
베이거스(Vegas)는 2012년 9월 25일부터 2013년 5월 10일까지 CBS에서 방영한 드라마로, 미국 라스베이거스를 주제로 하였다.

## 출연
- 데니스 퀘이드 - 랠프 램(Ralph Lamb)
- 마이클 치클리스 - 빈센트 사비노(Vincent Savino)
- 캐리앤 모스 - 캐서린 오코널(Katherine O'Connell)
- 테일러 핸들리 - 딕슨 램(Dixon Lamb)
- 세라 존스 - 미아 리조(Mia Rizzo)
- 제이슨 오마라 - 잭 램(Jack Lamb)